# Cantonul Romainville
Cantonul Romainville este un canton din arondismentul Bobigny, departamentul Seine-Saint-Denis, regiunea Île-de-France, Franța.

## Comune
| Comune      | Populație (1999) | Cod poștal | Cod INSEE |
| ----------- | ---------------- | ---------- | --------- |
| Romainville | 25 512           | 93 230     | 93 063    |